# 13e Primetime Emmy Awards
De 13e Primetime Emmy Awards, waarbij prijzen werden uitgereikt in verschillende categorieën voor de beste Amerikaanse televisieprogramma's die in primetime werden uitgezonden tijdens het televisieseizoen 1960-1961, vond plaats op 16 mei 1961.

## Winnaars en nominaties - televisieprogramma's
(De winnaars staan bovenaan in vet lettertype.)

### Dramaserie
(Outstanding Program Achievement in the Field of Drama)
- Hallmark Hall of Fame
  - Naked City
  - Sunday Showcase
  - The Twilight Zone
  - The Untouchables

### Komische serie
(Outstanding Program Achievement in the Field of Humor)
- The Jack Benny Program
  - Candid camera
  - The Andy Griffith Show
  - The Flintstones

## Winnaars en nominaties - acteurs

### Hoofdrollen

#### Mannelijke hoofdrol
(Outstanding Performance by an Actor in a Series (Lead))
- Raymond Burr als Perry Mason in Perry Mason
  - Jackie Cooper als Lt. Charles Hennesey in Hennesey
  - Robert Stack als Eliot Ness in The Untouchables

#### Vrouwelijke hoofdrol
(Outstanding Performance by an Actress in a Series (Lead))
- Barbara Stanwyck als Barbara Stanwyck in The Barbara Stanwyck Show
  - Donna Reed als Donna Stone in The Donna Reed Show
  - Loretta Young als Loretta Young in Letter to Loretta

### Bijrollen

#### Bijrol in een serie
(Outstanding Performance in a Supporting Role by an Actor or Actress in a Series)
- Don Knotts als Barney Fife in The Andy Griffith Show
  - Abby Dalton als Martha Hale in Hennesey
  - Barbara Hale als Della Street in Perry Mason

#### Gastacteur of actrice
(Outstanding Performance in a Supporting Role by an Actor or Actress in a Single Program)
- Roddy McDowall als Philip Hamilton in Sunday Showcase
  - Charles Bronson als Henry in General Electric Theater
  - Peter Falk als Sydney Jarmon in The Law and Mr. Jones